# Campionat de São Tomé i Príncipe de futbol
El Campionat de São Tomé i Príncipe de futbol és la màxima competició futbolística de São Tomé i Príncipe. És organitzada per la Federação Santomense de Futebol i fou creada el 1977. El campionat es decideix en un partit entre els campions de l'illa de São Tomé i l'illa de Príncipe.

## Historial
Font:
Abans de la independència
Associação de Futebol de São Tomé
- 1935-37: desconegut
- 1938:  Andorinha SC (1)
- 1939:  Sport Lisboa e São Tomé (1)
- 1940-51: desconegut
- 1952:  Sporting Clube de São Tomé (1)
- 1953:  Sindicato (1)
- 1954-58: desconegut
- 1959: no es disputà
- 1960-62: desconegut
- 1963:  Porto de São Tomé (1)

Associação Provincial de Futebol
- 1964:  Porto de São Tomé (2)
- 1965:  Andorinha SC (2)
- 1966:  Sporting Clube de São Tomé (2)
- 1967:  Andorinha SC (3)
- 1968:  Andorinha SC (4)
- 1969:  Andorinha SC (5)
- 1970:  Andorinha SC (6)
- 1971:  Sporting Clube de São Tomé (3)
- 1972: desconegut
- 1973:  Andorinha SC (7)
- 1974: desconegut

Després de la independència
- 1975-76:  Vitória FC (ST) (1)[a]
- 1976-77:  Vitória FC (ST) (2)
- 1977-78:  Vitória FC (ST) (3)
- 1978-79:  Vitória FC (ST) (4)
- 1979-80:  Desportivo de Guadalupe (ST) (1)
- 1980-81:  Desportivo de Guadalupe (ST) (2)
- 1981-82:  Sporting Praia Cruz (ST) (1)
- 1982-83: no es disputà
- 1983-84:  Andorinha Sport Club (ST) (8)
- 1984-85:  Sporting Praia Cruz (ST) (2)
- 1985-86:  Vitória FC (ST) (5)
- 1986-87: no es disputà
- 1987-88:  6 de Setembro (ST) (1)
- 1988-89:  Vitória FC (ST) (6)
- 1989-90:  GD Os Operários (P) (1)
- 1990-91:  Santana FC (ST) (1)
- 1991-92: no es disputà [b]
- 1992-93:  GD Os Operários (P) (2)
- 1993-94:  Sporting Praia Cruz (ST) (3)
- 1994-95:  Inter Bom-Bom (ST) (1)
- 1996:  Bairros Unidos FC (ST) (1)
- 1997: No atorgat [c]
- 1998:  GD Os Operários (P) (3)
- 1999:  Sporting Praia Cruz (ST) (4)
- 2000:  Inter Bom-Bom (ST) (2)
- 2001:  Bairros Unidos FC (ST) (2)
- 2002: no es disputà
- 2002-03:  Inter Bom-Bom (ST) (3)
- 2004:  GD Os Operários (P) (4)
- 2005: no es disputà
- 2006: no es disputà
- 2007:  Sporting Praia Cruz (ST) (5)
- 2008: no es disputà
- 2009–10:  GD Sundy (P) (1)
- 2011:  Sporting Clube do Príncipe (P) (1)
- 2012:  Sporting Clube do Príncipe (P) (2)
- 2013:  Sporting Praia Cruz (ST) (6)
- 2014:  UDRA (ST) (1)
- 2015:  Sporting Praia Cruz (ST) (7)
- 2016:  Sporting Praia Cruz (ST) (8)
- 2017:  UDRA (ST) (2)
- 2018:  UDRA (ST) (3)
- 2019:  Agrosport (ST) (1)[2]
- 2020: No es disputà
- 2021-22:  GD Os Operários (P) (5)

(ST): Campió de São Tomé / (P): Campió de Príncipe